# Marie Arena

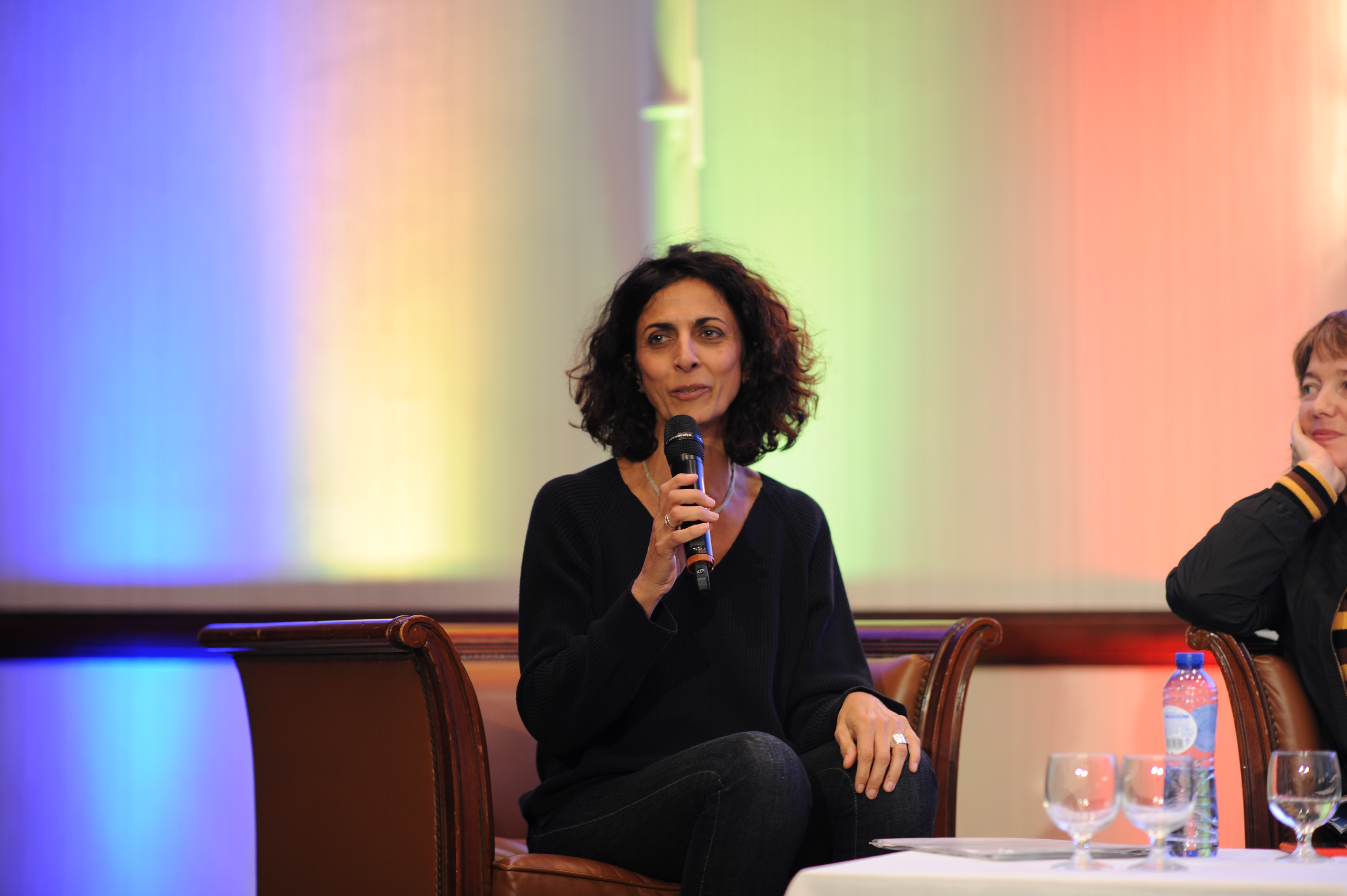
Marie Arena (2018)

Marie Arena (* 17. Dezember 1966 in Mons) ist eine belgische Politikerin der Parti Socialiste (PS). Sie war Ministerin der Wallonischen Region und bis 2009 föderale Ministerin. Nach Laurette Onkelinx war sie die zweite Ministerpräsidentin der Französischen Gemeinschaft. Nach den Regionalwahlen von 2009 wurde sie in der Föderalregierung ersetzt, sie fungierte fortan als föderale Senatorin. Seit 2014 ist Arena Mitglied des Europäischen Parlaments.

## Leben
Marie Arena hat italienische Wurzeln; ihr Vater wuchs in Sizilien auf und kam als Gastarbeiter nach Belgien. Nach eigenem Bekunden hat sie nur schwache Verbindungen zur Heimat ihrer Familie. Sie ist Lizenziatin der Wirtschaftswissenschaften an den Facultés universitaires catholiques de Mons (FUCaM). Bevor sie ihre politische Laufbahn einschlug, war sie ab 1990 knapp zehn Jahre lang Beamtin beim wallonischen Arbeitsamt (Forem).
Marie Arena ist seit 1998 Mitglied der Parti Socialiste (PS). Ihre politische Karriere begann 1999, als sie in das Kabinett des damaligen wallonischen Ministers für Beschäftigung und Ausbildung, Michel Daerden (PS), berufen wurde.
Sie wurde vom Parteivorsitzenden Elio Di Rupo im Jahr 2000 als wallonische Ministerin für Beschäftigung und Ausbildung der Regierung unter Jean-Claude Van Cauwenberghe (PS) vorgeschlagen; damals war sie der Öffentlichkeit kaum bekannt. 
2003 wurde sie in der föderalen Regierung Verhofstadt II unter Guy Verhofstadt (VLD) 'Ministerin für das Öffentliche Amt, soziale Integration, Großstädte, Chancengleichheit und interkulturellen Dialog' (französisch Ministre de la Fonction publique, de l'Intégration sociale et de la Politique des grandes villes).
Nach den Regionalwahlen von 2004 wechselte sie auf die gemeinschaftliche Ebene, wo sie nach Laurette Onkelinx (PS) von 2004 bis 2008 die zweite Ministerpräsidentin der Französischen Gemeinschaft wurde und gleichzeitig das Amt der wallonischen Ministerin für Ausbildung innehatte. Ihre Ministerpräsidentschaft verlief recht unglücklich: aus der Tatsache, dass sie sich eine teure Dusche in ihre Diensträume hatte einbauen lassen, machten Medien und öffentliche Meinung einen Skandal. Im Jahr 2007 sorgte ein Dekret, das in der Französischen Gemeinschaft den Namen „Arena-Dekret“ trug und das eine soziale Mischung (frz. mixité sociale) in den französischsprachigen Schulen fördern sollte, für erregte Gemüter: Eltern bildeten lange Warteschlangen vor den „Eliteschulen“ der Hauptstadt, um ihre Kinder dort rechtzeitig einzuschreiben.
Im Jahr 2008 überließ Arena die Ministerpräsidentschaft der Französischen Gemeinschaft Rudy Demotte (PS), um föderale Ministerin für Pensionen, soziale Integration und Großstädte in der Regierung Leterme I unter Yves Leterme (CD&V) zu werden. Ihren wallonischen Ministerposten hatte sie bereits 2007 an Marc Tarabella (PS) abgegeben. In ihrem neuen Amt hatte sie unter anderem eine scharfe Auseinandersetzung mit ihrer Regierungskollegin, der Ministerin für Migration und Asylpolitik Annemie Turtelboom (Open VLD), die im Gegensatz zu Arena eine rigide Haltung in der Problematik der sogenannten „Sans papiers“ bevorzugte.
Was die Lokalpolitik betrifft, so verlegte Arena ihren Wohnsitz zunächst von Mons nach Chimay, und dann kurz vor den Gemeinderatswahlen von 2000 nach Binche. Bei den Wahlen verlor die PS zehn Sitze und Arena musste die Oppositionsbank drücken. Bei den Gemeinderatswahlen von 2006 konnte Arena als Spitzenkandidatin jedoch wieder drei Sitze hinzugewinnen und sie verschaffte der PS wieder eine Mehrheit. Im Jahr 2008 sorgte Arena 2008 für Aufsehen, als sie erneut ihren Wohnsitz verlegte (nach Forest/Vorst in der Region Brüssel-Hauptstadt) und deshalb aus dem Gemeinderat von Binche zurücktreten musste.
Nach den Regionalwahlen von 2009 wurde die Föderalregierung, die in der Zwischenzeit von Herman Van Rompuy (CD&V) geführt wurde, umbesetzt (siehe Regierung Van Rompuy). Dabei musste Arena ihren Ministerposten an Michel Daerden (PS) übergeben, der von der Wallonischen Region kam. Anschließend arbeitete Arena wieder als föderale Parlamentarierin. Sie verließ nach der Parlamentswahl am 13. Juni 2010 die Abgeordnetenkammer, der sie seit 2003 angehört hatte, und wurde in den Senat gewählt.
Nach der Europawahl 2014 zog Arena in das Europäische Parlament (EP) ein.
Sie war bis zum 12. Januar 2023 Vorsitzende des Ausschusses für Menschenrechte im Europäischen Parlament; dann trat sie von diesem Posten zurück, um einem förmlichen Abwahlverfahren zu entgehen. Der Ausschuss steht im Mittelpunkt eines Skandals; offenbar haben Katar und Marokko durch Bestechungsgelder Einfluss auf Mitglieder des EP genommen.

## Übersicht über ihre politischen Ämter
- 1999–2000: Kabinettsberaterin (Minister der Wallonischen Region für Beschäftigung, Ausbildung und Wohnungswesen)
- 2000–2003: Ministerin der Wallonischen Region für Beschäftigung und Ausbildung
- 2000–2008: Gemeinderatsmitglied in Binche
- 2003–2004: Föderale Ministerin für das Öffentliche Amt, soziale Integration, Großstädte, Chancengleichheit und den interkulturellen Dialog in der Regierung Verhofstadt II
- 2003–2010: Mitglied der föderalen Abgeordnetenkammer (teilweise verhindert)
- 2004–2008: Ministerpräsidentin der Französischen Gemeinschaft, zuständig für Unterricht und Weiterbildung; gleichzeitig Ministerin der Wallonischen Region für Ausbildung
- 2008–2009: Föderale Ministerin für Pensionen, soziale Integration und Großstädte in den Regierungen Leterme I und Van Rompuy
- 2010–2014: Senatorin
- seit 2014: Mitglied des Europäischen Parlaments

## Privates
Arena ist geschieden und hat zwei Kinder.

## Dokumentarfilm
- Helmar Büchel: Gekaufte Politik? Europa in der Korruptionskrise. In: ZDF/Arte 2023, 11. April 2024 (91 Min.).